# Helena Kennedy
Helena Kennedy (anglès: Helena Kennedy, Baroness Kennedy of The Shaws)  (Glasgow, 12 de maig de 1950) QC, FRSA, HonFRSE, és una advocada (barrister), presentadora de televisió i membre del Partit Laborista britànic de la Cambra dels Lords. Va servir com a directora de la universitat Mansfield College (Oxford) des del 2011 fins al 2018.
El desembre de 2021, va ser inclosa a la llista de les 100 dones de 2021 de la BBC.

## Joventut i educació
Kennedy va néixer el 12 de maig de 1950 a Glasgow (Escòcia), en una família catòlica devota. És una de les quatre germanes nascudes de Joshua Patrick i Mary Veronica (nascuda Jones) Kennedy, ambdós activistes laboristes compromesos. El seu pare, un impressor del Daily Record, era un sindicalista. Kennedy va assistir a l'escola secundària Holyrood a Glasgow, on va ser nomenada delegada de classe.
Kennedy assisteix regularment a missa i afirma que el seu catolicisme «sempre és una part molt important de la meva persona», tot i que ella evita els valors més tradicionals. Kennedy va continuar els seus estudis de dret al Consell d'Educació Jurídica de Londres.

## Carrera jurídica
El 1972, Kennedy va començar a exercir d'advocada en el Gray's Inn (una associació professional d'advocats i jutges). Entre els seus molts casos, Kennedy va actuar com a advocada menor de l'assassina de nens Myra Hindley durant el seu judici de 1974 per conspirar per escapar de la presó de Holloway.

## Carrera política
Kennedy es rebel·la contra el whip del seu partit a la Cambra dels Lords amb més freqüència que qualsevol altre polític laborista, amb una taxa de dissidència del 33,3%. Va ser presidenta de la Carta 88 (1992-1997) i està estretament afiliada a l'organització benèfica educativa Common Purpose. El 2020, va treballar amb el diputat conservador Iain Duncan Smith i l'activista per la democràcia Luke de Pulford per crear el grup de pressió global Aliança interparlamentària sobre la Xina (IPAC). El març de 2021, la Xina li va sancionar.

## Carrera acadèmica
Kennedy es va convertir en la primera rectora (Chancellor) de la Universitat Oxford Brookes, servint des de 1994 fins a 2001. Kennedy va ser elegida directora de la universitat Mansfield College (Oxford) el juliol de 2010 i va exercir des de setembre de 2011. Es va retirar el 2018 i es va convertir en rectora de la Universitat de Sheffield Hallam el 26 de juliol de 2018.

## Vida personal
Del 1978 al 1984 va viure amb l'actor Iain Mitchell, i junts van tenir un fill. El 1986, Kennedy es va casar amb Iain Louis Hutchison, un cirurgià, amb qui té una filla i un fill.
Kennedy assisteix regularment a missa i professa que el seu catolicisme romà; «segueix sent molt part del que sóc», tot i que defuig els seus valors més tradicionals.

## Honors i premis
Ha rebut nombrosos premis acadèmics, entre ells:
- Fellow, Royal Society of Arts (FRSA)
- Fellow, City and Guilds of London Institute (FCGI)
- Membre, Académie Universelle des Cultures (París)
- Honorary Fellow, Royal College of Psychiatrists, 2005
- Honorary Fellow, Royal College of Paediatrics and Child Health, 2005
- Honorary Fellow, Institute of Advanced Legal Studies
- Honorary Fellow, University of Cambridge, 2010
- Honorary Fellow, School of Oriental and African Studies (SOAS), 2011
- Honorary Doctorate of Law, Plymouth University, 2012[10]
- Honorary Fellow, Royal Society of Edinburgh (HonFRSE), 2014[11]

## Mitjans de comunicació
- Creadora: Blind Justice, BBC TV, 1987.
- Presentadora: Heart of the Matter, BBC TV, 1987.
- After Dark, Channel 4 i BBC4, 1987-2003; Va presentar moltes edicions d'aquesta sèrie, inclòs l'episodi «drunk Oliver Reed», on l'actor Oliver Reed va insultar verbalment i va intentar besar a la feminista Kate Millett.

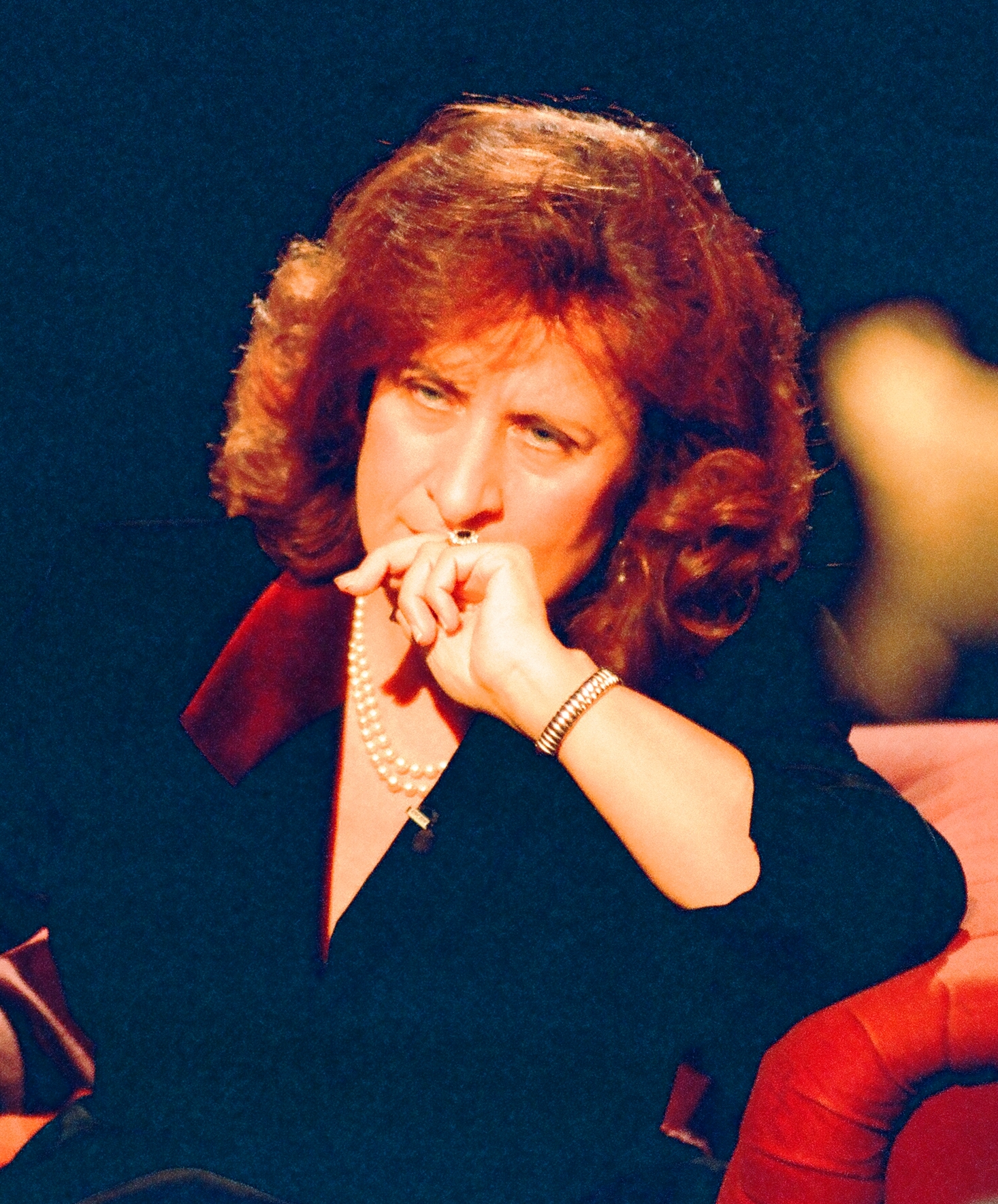
Presentadora en After Dark, 1997
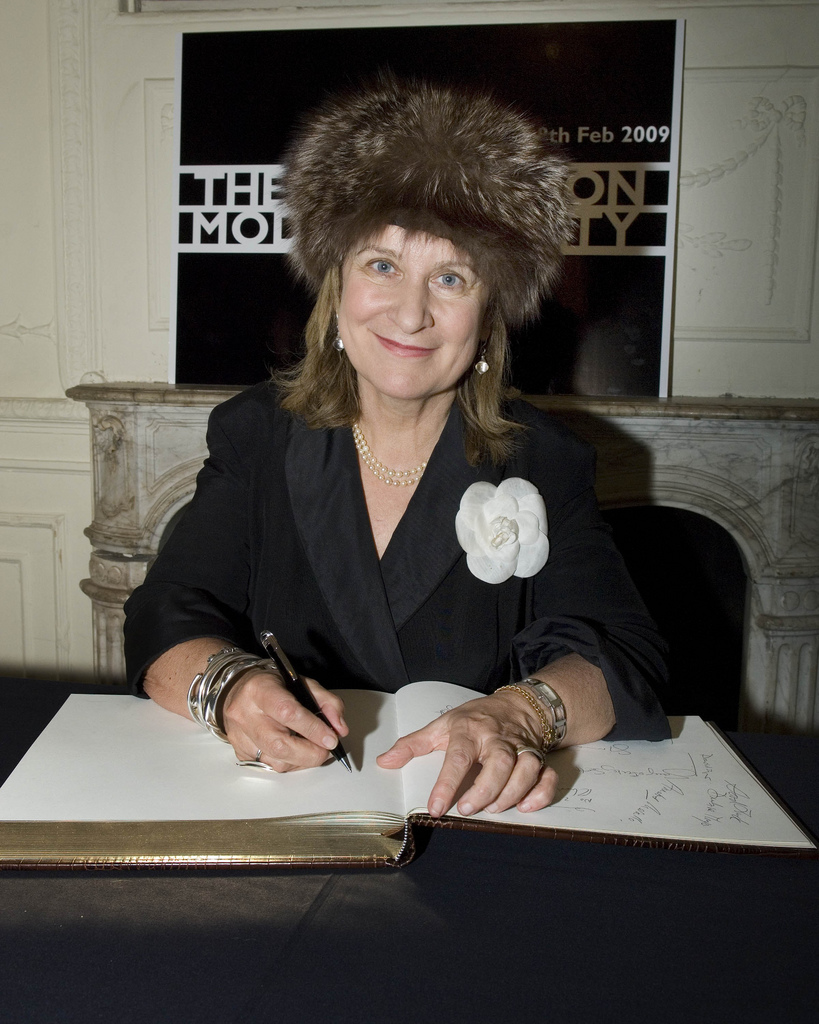
Kennedy signant en la Convenció sobre la Llibertat Moderna, gener de 2009

- Presentadora: Raw Deal on Medical Negligence, BBC TV, 1989.
- Presentadora: The Trial of 'Lady Chatterley's Lover', BBC Radio 4, 1990.
- Presentadora: Time Gentlemen, Please, BBC Scotland, 1994 (Guanyadora en la categoria Programa de televisió, Premis de Periodisme Industrial 1994).
- Comissionària en la Investigació de la BAFTA sobre el futur de la BBC, 1990

## Nomenaments
- Presidenta, Helena Kennedy Foundation.
- Presidenta de la Junta de Governadors, School of Oriental and African Studies (SOAS).[12]
- Presidenta, Women of the Year Lunch (2010-2015).[13]
- Chair, JUSTICE.
- Presidenta de la Junta de Govern, United World College of the Atlantic.
- Presidenta, Medical Aid for Palestinians.
- Patrona, Burma Campaign UK, el grup de Londres que fa campanya pels drets humans i la democràcia a Birmània.
- Membre del consell, Independent News and Media.
- Associada, KPMG Foundation.
- Chancellor, Oxford Brookes University (1994-2001).
- Chancellor, Sheffield Hallam University (2018-actualitat).[14]
- Chair, British Council (1998-2004).
- Chair, Human Genetics Commission (1998-2007).
- Presidenta, National Children's Bureau (1998-2005).
- Chair, Power Commission (novembre 2005 - març 2006), que examinava el problema de la desvinculació democràtica al Regne Unit. Es va elaborar un informe que va destacar el «mite de l'apatia» i la manca de compromís polític.
- Chair, Power 2010, que tenia com a objectiu portar endavant els conceptes de la Power Commission a les eleccions generals del 2010 al Regne Unit.
- Membre, World Bank Institute's External Advisory Council.
- Membre de la junta, British Museum.
- Membre del Panell d'Alt Nivell d'Experts Jurídics, Media Freedom.[15]
- Vicepresidenta, Haldane Society.
- Vicepresidenta, Association of Women Barristers.
- Patrona, London International Festival of Theatre.[16]
- Patrona, Institute for Learning (IfL).
- Patrona, Liberty.
- Patrona, UNLOCK, The National Association of Ex-Offenders.
- Patrona, Debt Doctors Foundation UK (DD-UK).
- Patrona, Tower Hamlets Summer University.
- Patrona, Rights Watch (UK).
- Patrona, SafeHands for Mothers, una organització benèfica amb seu al Regne Unit la missió de la qual és millorar la salut materna i del nounat aprofitant el poder dels mitjans audiovisuals, mitjançant la producció de pel·lícules.[17]
- Chair, Howard League's Commission of Inquiry into Violence in Penal Institutions for Young People (fent l'informe final, Banged Up, Beaten Up, Cutting Up, publicat el 1995).
- Chair, Reading Borough Council's Commission of Inquiry into the health, environmental and safety aspects of the Atomic Weapons Establishment at Aldermaston (fent l'informe final Secrecy versus Safety, publicat el 1994).
- Chair, Royal Colleges of Pathologists' and of Pædiatrics' Inquiry into Sudden Infant Death (elaborant un protocol per a la investigació d'aquestes morts el 2004).
- Membre, Foreign Policy Centre's Advisory Council.
- Formerly UK member, International Bar Association's Task Force on Terrorism.
- Com a comissionària de la Comissió Nacional d'Educació, va presidir un comitè sobre l'ampliació de la participació en l'educació superior i l'informe de la Comissió. Learning Works, publicat el 1997.
- Chair, Booker Prize Foundation (2015-2020).[18]
- Vicepresidenta de la Campanya per la Igualtat Homosexual (des de 2017).[19]

## Honors cívics
- Es va crear un Life Peer, com a Baroness Kennedy of The Shaws, de Cathcart a la ciutat de Glasgow el 27 d'octubre de 1997.[20]
- Gran Creu de l'Orde al Mèrit de la República Italiana el 23 de març de 2004.[21]
- Comendadora de l'Orde de les Palmes Acadèmiques (2006).

## Publicacions
- Eve was Framed: Women and British Justice (en anglès), 1993. ISBN 0-09-922441-0.
- Just Law: The changing face of justice and why it matters to us (en anglès), 2004. ISBN 0-09-945833-0.
- Eve Was Shamed: How British Justice Is Failing Women (en anglès), 2018. ISBN 9781784742225.